# 1985年の全日本ツーリングカー選手権
1985年の全日本ツーリングカー選手権（JTC）は、全日本ツーリングカー選手権初のシーズンで、1985年6月1・2日にスポーツランドSUGOで開幕し、11月9・10日に富士スピードウェイで閉幕した全5戦のシリーズである。

## シリーズ概要
初代シリーズチャンピオン（総合）はBMW・635で2勝を挙げた長坂尚樹（ハルトゲ・ジャパン）が獲得した。

## スケジュール及び勝者
| 開催日   | ラウンド | サーキット         | 優勝ドライバー             | 優勝ドライバー     | 優勝チーム               | 優勝車両               |
| -------- | -------- | ------------------ | -------------------------- | ------------------ | ------------------------ | ---------------------- |
| 6月2日   | 1        | スポーツランドSUGO | 星野薫                     | 桃田健司           | オブジェクトT            | トヨタ・カローラレビン |
| 6月16日  | 2        | 筑波サーキット     | 長坂尚樹                   | 茂木和男           | ハルトゲ・ジャパン       | BMW・635CSi            |
| 8月4日   | 3        | 西日本サーキット   | 長坂尚樹                   | 茂木和男           | ハルトゲ・ジャパン       | BMW・635CSi            |
| 10月13日 | 4        | 鈴鹿サーキット     | 中嶋悟                     | 中子修             | 無限                     | ホンダ・シビック       |
| 11月10日 | 5        | 富士スピードウェイ | ジークフリート・ミューラー | ピエール・デュドネ | チーム・エッゲンベルガー | ボルボ・240T           |

## 参照
1. ↑  グループAの名車 ハルトゲBMW635CSi Webモーターマガジン（2019年10月12日）
2. ↑  “全日本ツーリングカー選手権レース第1戦 (3) リザルト”. モータースポーツトップ. 2024年2月6日閲覧。
3. ↑  “全日本ツーリングカー選手権レース第1戦 (2) リザルト”. モータースポーツトップ. 2024年2月6日閲覧。
4. ↑  “全日本ツーリングカー選手権レース第1戦 (1) リザルト”. モータースポーツトップ. 2024年2月6日閲覧。
5. ↑  “レース・ド・ニッポン筑波 グループA (3) リザルト”. モータースポーツトップ. 2024年2月6日閲覧。
6. ↑  “レース・ド・ニッポン筑波 グループA (2) リザルト”. モータースポーツトップ. 2024年2月6日閲覧。
7. ↑  “レース・ド・ニッポン筑波 グループA (1) リザルト”. モータースポーツトップ. 2024年2月6日閲覧。
8. ↑  “ビッグサマー全日本ツーリングカー選手権レース 全日本ツーリングカー選手権 (3) リザルト”. モータースポーツトップ. 2024年2月6日閲覧。
9. ↑  “ビッグサマー全日本ツーリングカー選手権レース 全日本ツーリングカー選手権 (2) リザルト”. モータースポーツトップ. 2024年2月6日閲覧。
10. ↑  “ビッグサマー全日本ツーリングカー選手権レース 全日本ツーリングカー選手権 (1) リザルト”. モータースポーツトップ. 2024年2月6日閲覧。
11. ↑  “ビッグサマー全日本ツーリングカー選手権レース 全日本ツーリングカー選手権 (N1) リザルト”. モータースポーツトップ. 2024年2月6日閲覧。
12. ↑  “鈴鹿300km自動車レース 300km (3) リザルト”. モータースポーツトップ. 2024年2月6日閲覧。
13. ↑  “鈴鹿300km自動車レース 300km (2) リザルト”. モータースポーツトップ. 2024年2月6日閲覧。
14. ↑  “鈴鹿300km自動車レース 300km (1) リザルト”. モータースポーツトップ. 2024年2月6日閲覧。
15. ↑  “国際ツーリングカー耐久レース インターTEC グループA (3) リザルト”. モータースポーツトップ. 2024年2月6日閲覧。
16. ↑  “国際ツーリングカー耐久レース インターTEC グループA (2) リザルト”. モータースポーツトップ. 2024年2月6日閲覧。
17. ↑  “国際ツーリングカー耐久レース インターTEC グループA (1) リザルト”. モータースポーツトップ. 2024年2月6日閲覧。